# Corpus Christianorum
Corpus Christianorum (CC) är ett omfattande teologihistoriskt utgivningsprojekt genom det stora belgiska bokförlaget Brepols (grundat 1795), som i flera underserier publicerar patristiska och medeltida latinska texter, men också moderna teologiska urkunder. Det omfattar idag omkring 500 volymer, tillhopa ca 40 hyllmeter.
De mest omfattande underserierna är Series Graeca (CCSG), Series Latina (CCSL) och Continuatio Mediævalis (CCCM). Det finns också en mindre sektion, Series Apocryphorum (CCSA), ägnad åt apokryfiska verk, och en samling autografer, Autographa Medii Ævi (CCAMA). Serien Conciliorum Oecumenicorum Generaliumque Decreta (COGD) innehåller bekännelsedokument från kyrkor och ekumeniska organisationer i världen med start i Nicæa 325 fram till idag. Huvudserierna ses som efterföljare till Jacques Paul Mignes omfattande editionsutgåvor i Patrologiæ cursus completus.

## Historia
Eligius Dekkers, OSB (1915–1998) från St-Pietersabdij i Steenbrugge i Belgien, utarbetade 1947 en plan för att redigera tidiga kristna texter. Hans avsikt var att på kort tid producera en Corpus Christianorum, bestående av nya upplagor av kristna författares skrifter från Tertullianus till Beda venerabilis. Även om vissa kritiker ansåg att projektet var ogenomförbart, fann han redan från början stöd i förlaget Brepols i Turnhout i Belgien. Samarbetet startade 1951 då man gav ut ett mycket använt och viktigt hjälpmedel, Clavis Patrum Latinorum, som banade väg för seriens framtida framgångar, och senare Clavis Patrum Graecorum. Nya upplagor följde från 1953 och sedan dess har Corpus Christianorum fortsatt att utvecklas. Nya serier inom det stora verket har etablerats och nya volymer publicerades regelbundet. Även om arbetet under de första åren inriktade sig på att uppdatera befintliga utgåvor, utvidgades detta tidigt av utarbetandet av helt nya kritiska utgåvor. Denna krävande ambition krävde ökad vetenskaplig kompetens och i anslutning till nya Corpus-relaterade initiativ har det varit nödvändigt att etablera nya akademiska kontakter, bestående av ledande forskare och vetenskapliga centra, för att handleda varje enskild Corpus-serie.

## Underserier
- CCSL – Corpus Christianorum, Series Latina: latinska kristna författare under de första åtta århundradena.
- CCCM – Corpus Christianorum, Continuatio Mediaevalis: latinska kristna författare från den karolingiska perioden till slutet av medeltiden.
- CCSG - Corpus Christianorum, Series Graeca: Grekiska kristna författare främst från perioden efter konciliet i Nicaea.
- CCAMA – Corpus Christianorum, Autographa Medii Aevi. Handskrivna texter (autografer) eller texter personligen övervakade av författaren (ideografer) av viktiga latinska verk från medeltiden. Serien är redigerad av Claudio Leonardi, Guglielmo Cavallo, Louis Holtz och Michael Lapidge
- CCSA – Corpus Christianorum, Series Apocryphorum: Pseudoepigrafiska eller anonyma texter med kristet ursprung som tillskriver deras författarskap bibliska personer eller kopplas till en händelse som beskrivs i Bibeln. Utgiven av Association pour l'étude de la littérature apocryphe chrétienne
- CCCOGD – Corpus Christianorum Conciliorum Oecumenicorum Generaliumque Decreta:  kritiska utgåvor av de stora konciliernas och nationella kyrkomötenas texter i alla traditioner på grekiska, latin, (bd 1), latin, arabiska och armeniska (bd II,1-2), latin (bd III), grekiska, ryska, serbiska , bulgariska (vol. IV,1-3), syriska, arabiska, armeniska, koptiska (vol. V,1-3) och latin, tyska, engelska, franska, italienska, polska och svenska (vol. VI,1-2). CCCOGD är en specialserie av Corpus Christianorum publicerad parallellt med digitaliseringsprogrammen  Mansi3 - Amplissima bibliotheca digitalis omnium conciliorum.

Det finns även publikationsserier för monografier och lexikografiska hjälpmedel för indexering av textupplagorna.
Textutgåvorna av underserierna CCSL och CCCM finns i elektronisk form som en del av CETEDOC Library of Christian Latin Texts (CLCLT), som startades under ledning av Paul Tombeur från Centre de traitement électronique des documents (CETEDOC) i Université Catholique de Louvain i samarbete med förlaget Brepols och har sedan oktober 2001 drivits vidare under titeln Library of Latin Texts (LLT) av Centret "Traditio Litterarum Occidentalium" i Turnhout, under ledning av Tombeur, i samarbete med Brepols.
Denna artikel bygger på tysk- och engelskspråkiga Wikipedia